# Beccariophoenix madagascariensis
Beccariophoenix madagascariensis is een plant uit de palmenfamilie (Arecaceae). De soort is endemisch op Madagaskar, waar hij voorkomt in de oostelijk gelegen regenwouden in het gebied tussen Tôlanaro en Mantadia. Hij groeit in zowel laagland- en montane bossen, op open plekken in de begroeiing en op arme bodems. De soort staat op de Rode Lijst van de IUCN geklasseerd als 'kwetsbaar'.